# Semiothisa mayana
Semiothisa mayana är en fjärilsart som beskrevs av William Schaus 1901. Semiothisa mayana ingår i släktet Semiothisa och familjen mätare. Inga underarter finns listade i Catalogue of Life.